# Korál (zene)
A korál (latin choralis = kórushoz tartozó) első (eredetileg melléknévi) jelentésében legkésőbb a 14. századtól a kórusra, mint az egyszólamú liturgikus ének zenei apparátusára vonatkozott. A késő középkorban a nyugati katolikus egyház egyszólamú, latin énekeinek, vagyis a gregorián, ambrozián, beneventán és mozarab énekeknek gyűjtőfogalmává vált.
A protestantizmusban egyházi népének, amely egyszólamú, és legtöbbször német nyelvű. Kialakításában Luther Márton játszott döntő szerepet. 
A 17. század óta a korál vokális vagy hangszeres korálfeldolgozást is jelent.
A korál szó a magyarban is használatos műfajmegjelölésként csak Németországban és Itáliában szerepel. Az angol és francia szóhasználatban a choral annyi, mint kóruson megszólaló.

## Jellegzetességei
A korálokat verses szövegük ritmikája, sorszerkezete és rímelése jól érzékelhető korálsorokra vagy szakaszokra tagolja. Dallamuk sokszor Bar formát (AAB) ölt.
A koráldallamokra az egyszerűség és jól énekelhetőség jellemző. Ritkák a nagy hangközugrások, ambitusuk kvint és oktáv között változik. Általában modálisak vagy tonálisak, módosított hangok nem sokszor fordulnak elő bennük. (Természetesen kivételek akadnak eme általános jellemzők alól, például az Es ist genug emelkedő tritónuszt kirajzoló dallamvonala.)
Ritmikájuk kezdetben változatosabb, majd egyre inkább egyszerűsödik; a 18. századra a korálok többségében egységes negyedmozgást figyelhetünk meg (a korálsorok végén általában szereplő félkották, illetve az átmenő- és váltóhangok szerepét betöltő nyolcadokon kívül). Nagy részük 4/4-es ütemmutatóban van lejegyezve és felütéssel kezdődik.

## Keletkezése
A reformáció során az egyházzene megújítására is sor került. Luther az egyházi ének fontosságát hangsúlyozta a hívők lelki életében, és sokat tett azért, hogy a hívők is aktívan bekapcsolódhassanak a liturgiába. Ilyen megfontolásokból a latin nyelvű, az egyszerű ember számára nehezen megtanulható katolikus egyházi énekeket német nyelvű, könnyen megjegyezhető népénekekkel kívánta helyettesíteni. Ezt a célt szolgálták a korálok.
A korálok dallamai sokszor jól ismert szakrális és világi énekek egyszerűsített változatai voltak. A koráldallamok forrásai:
| Forrás                      | Példa                                     | Eredeti változat                       |
| --------------------------- | ----------------------------------------- | -------------------------------------- |
| himnuszok                   | Nun komm, der Heiden Heiland              | Veni redemptor gentium                 |
| himnuszok                   | Komm, Gott Schöpfer, heiliger Geist       | Veni creator Spiritus                  |
| szekvenciák                 | Christ lag in Todesbanden                 | Victimae paschali laudes               |
| egyéb gregorián énekek      | Jesaia, dem Propheten                     | Sanctus                                |
| világi dalok                | O Welt, ich muss dich lassen              | Isaac: Innsbruck, ich muss dich lassen |
| világi dalok                | O Haupt voll Blut und wunden              | Hassler: Mein Gmüth ist mir verwirret  |

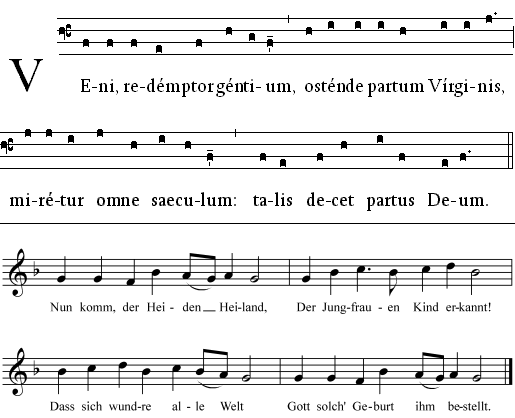
A Veni redemptor gentium gregorián himnusz és a Nun komm, der Heiden Heiland kezdetű korál kottáját egymás mellé állítva jól megfigyelhetőek a közös dallami sajátosságok és a szövegi rokonság

| Luther és mások saját dalai | Luther: Ein feste Burg ist unser Gott     | Luther: Ein feste Burg ist unser Gott  |
| Luther és mások saját dalai | Walter: Es spricht der Unweisen Mund wohl |                                        |
| Luther és mások saját dalai | Crüger: Nun danket alle Gott              |                                        |

A gregorián dallamkincsből merített korálok szövegei általában az eredeti latin szöveg német verses szabad fordításai voltak. A szöveg gyakran a Bibliából származott, mégpedig nem egyszer a zsoltárokból (például Aus tiefer Noth schrei' ich zu dir, a 130. zsoltár alapján). Költött szövegek is előfordultak: Luther mellett nevezetes szövegírók voltak Nikolaus Decius, Johann Franck, Paul Gerhardt.
A korálok liturgikus használatát több énekeskönyv is elősegítette. Néhány ezek közül:
- Erfurter Enchiridion (1524)
- Lucas Osiander: Fünffzig geistliche Lieder… (1586)
- Johann Crüger: Praxis pietatis melica (1647)

## Feldolgozások
Egy korál legegyszerűbb feldolgozása a négyszólamú harmonizálás, melyben a koráldallam a szopránban helyezkedik el homofón akkordkísérettel. Az így készült feldolgozás (Kantionalsatz) kiválóan alkalmas a gyülekezet énekének orgonakíséretére vagy vegyeskari előadásra.
Emellett a 16. században az akkori zeneszerzői gyakorlatnak megfelelően polifón, motettaszerkezetű feldolgozások is születtek, melyekben a koráldallam mint cantus firmus általában a tenorban jelenik meg.
Később, a 17. században az orgona egyre jelentősebb liturgikus szerephez jutott, és sorra születtek az orgonára írt, legtöbbször ugyancsak kontrapunktikus korálfeldolgozások. Az oratorikus műfajok kialakulásával pedig a korálok sokszor központi szerepet kaptak oratóriumokban, passiókban, kantátákban. Bach a korált a zenetörténetben példa nélküli művészi szintre emelte: korálelőjáték-gyűjteményei (az Orgelbüchlein, a Clavierübung III. kötete stb.) és több, mint 200 kantátájának legtöbbje tanúskodik erről.
A klasszikus zenében a korálfeldolgozás műfaja teljesen háttérbe szorult, csak a romantikában, a barokk zene újrafelfedezésével születtek újabb korálfeldolgozások. Ám ekkorra a korál liturgikus és magasművészeti funkciója már szétvált: az Ein feste Burg ist unser Gott kezdetű korált Mendelssohn 5. szimfóniájában éppúgy idézi, mint Wagner Kaisermarsch című művében.

### Zeneszerzők
A zenetörténet folyamán többek között a következő zeneszerzők írtak több jelentős, koráldallamokon alapuló művet:
- Dietrich Buxtehude
- Johann Pachelbel
- Georg Böhm
- Johann Sebastian Bach
- Georg Philipp Telemann
- Felix Mendelssohn Bartholdy
- Johannes Brahms
- Siegfrid Karg-Elert
- Max Reger

Bizonyos szerzők nem eredeti koráldallamokat, hanem saját, a korálok jellegzetességeit magukon viselő korálimitációkat használtak fel műveikben; jó példa erre César Franck három korálfantáziája (Trois Chorals) vagy Bartók Concertójának 2. tétele.

### Típusai
A korálfeldolgozás főbb típusai:
- Korálelőjáték
- Korálpartita/Korálvariációk
- Korálricercar/Korálfúga
- Korálfantázia
- Korálkantáta
- Korálmise
- Korálmotetta